# بيني يوهانسون
بيني يوهانسون (بالسويدية: Benny Windelskär)‏ (و. 1947  م) هو لاعب كرة يد، من السويد، شارك في الألعاب الأولمبية الصيفية 1972.

## روابط خارجية
- بيني يوهانسون على موقع أوليمبيديا (الإنجليزية)
- بيني يوهانسون على موقع اللجنة الأولمبية السويدية (السويدية)